# Lejčkov
Lejčkov (německy Lejtschkow) je malá vesnice, část obce Dolní Hořice v okrese Tábor v Jihočeském kraji. Nachází se asi tři kilometry východně od Dolních Hořic. Prochází zde silnice I/19. Lejčkov je také název katastrálního území o rozloze 1,2 km².

## Historie
První písemná zmínka o vesnici pochází z roku 1540. Na konci druhé světové války, 9. května 1945, zde němečtí vojáci zavraždili 24 obyvatel obce a z devatenácti domů jich osm vypálili.

## Obyvatelstvo
| Rok            | 1869 | 1880 | 1890 | 1900 | 1910 | 1921 | 1930 | 1950 | 1961 | 1970 | 1980 | 1991 | 2001 | 2011 | 2021 |
| -------------- | ---- | ---- | ---- | ---- | ---- | ---- | ---- | ---- | ---- | ---- | ---- | ---- | ---- | ---- | ---- |
| Počet obyvatel | 99   | 119  | 100  | 101  | 97   | 106  | 106  | 72   | 76   | 61   | 49   | 42   | 40   | 37   | 30   |
| Počet domů     | 12   | 14   | 14   | 14   | 14   | 14   | 17   | 19   | 14   | 14   | 11   | 14   | 14   | 17   | 14   |

## Obecní správa
Při sčítání lidu v letech 1850–1949 Lejčkov byl osadou obce Prasetín v okrese Pelhřimov. V letech 1950–1963 byl samostatnou obcí v okrese Pacov. Od roku 1964 je částí obce Dolní Hořice v okrese Tábor.

## Galerie

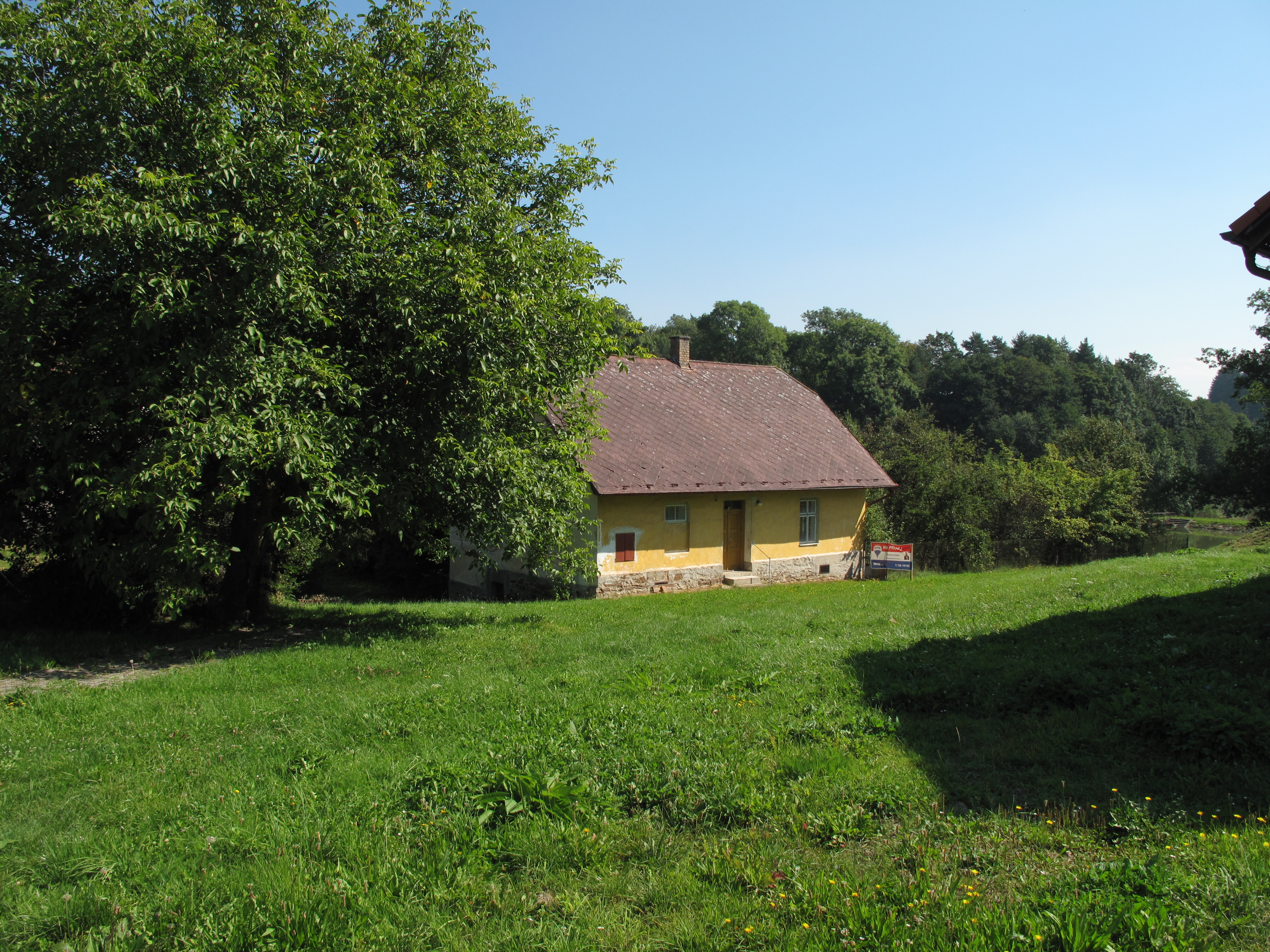
Dům
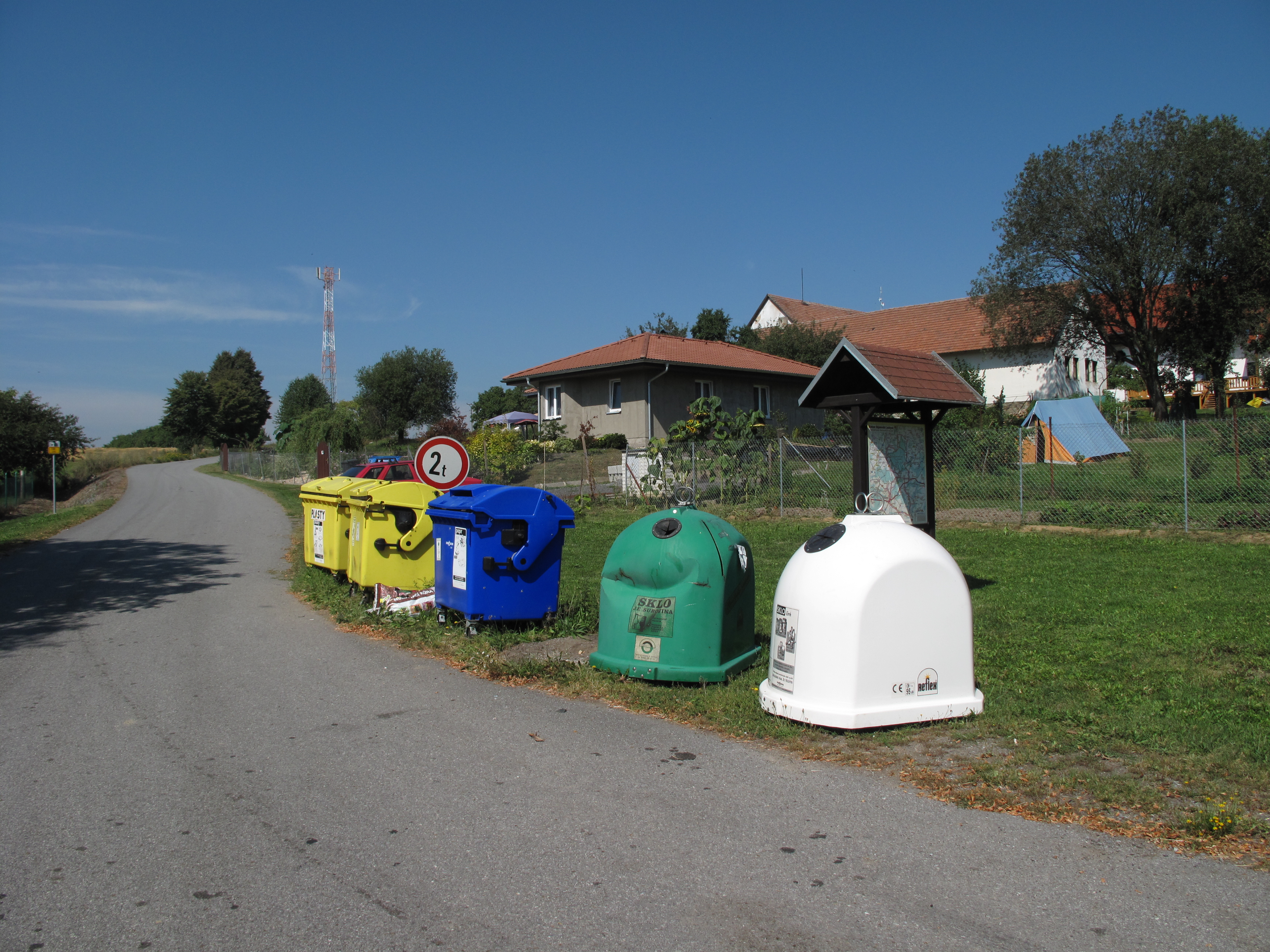
Kontejnery tříděného odpadu
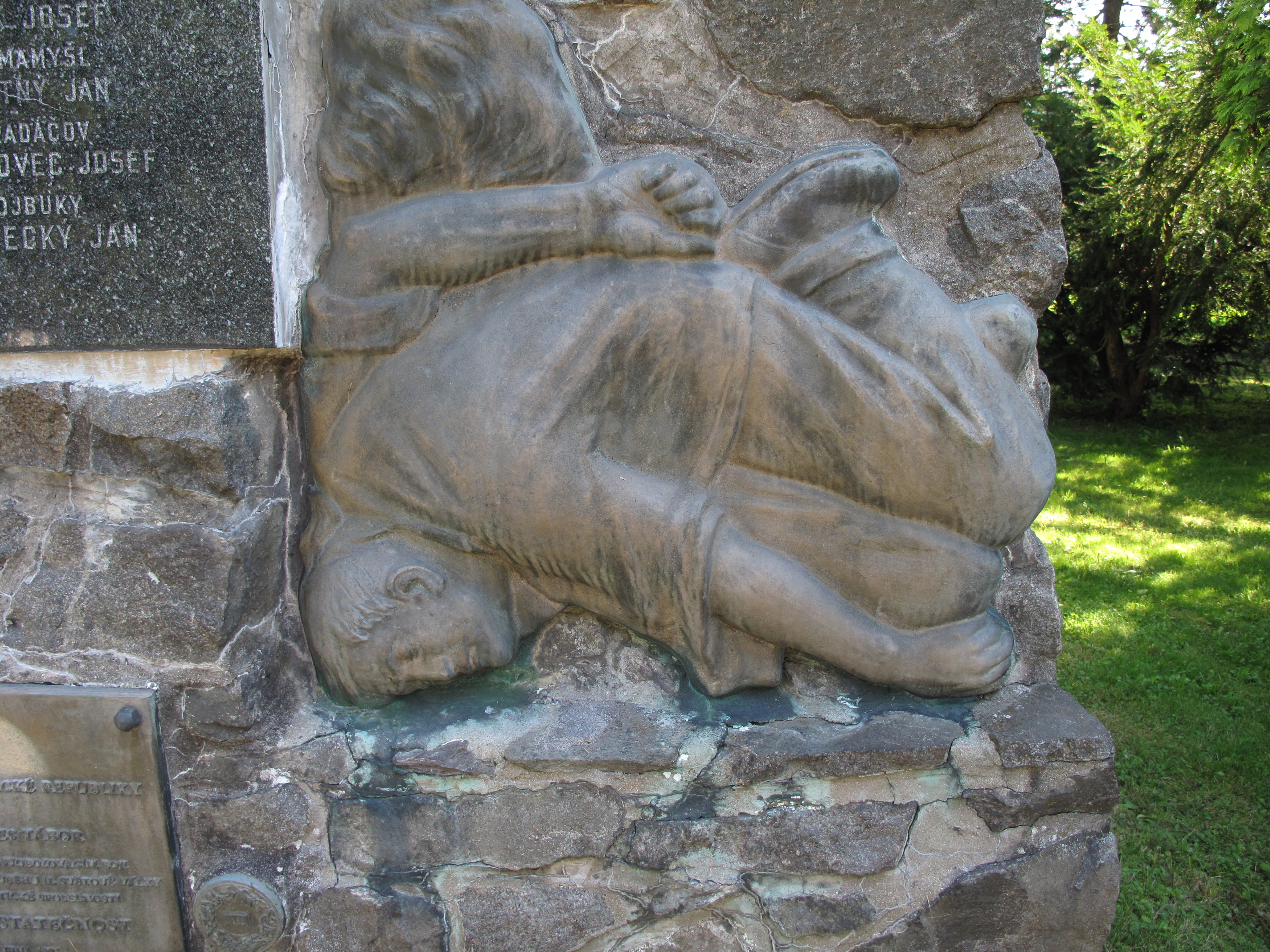
Reliéf na pomníku padlým